# Фиески, Джорджо
Джорджо Фиески (итал. Giorgio Fieschi; 1395, Генуя, Генуэзская республика — 8 октября 1461, Рим, Папская область) — итальянский куриальный кардинал. Епископ Марианы с 27 мая 1433 по 3 октября 1436. Архиепископ Генуи с 3 октября 1436 по 18 декабря 1439. Камерленго Священной Коллегии кардиналов с 1447 по 1448. Декан Священной Коллегии Кардиналов с 28 апреля 1455 по 21 января 1449. Кардинал-священник с титулом церкви Сант-Анастазия с 18 декабря 1439 по 5 марта 1449. Кардинал-епископ Палестрины с 5 марта 1449 по 28 апреля 1455. Кардинал-епископ Остии и Веллетри с 28 апреля 1455. 

## Ранние годы
Родился Джорджо Фиески в конце XIV века, в Генуе, Генуэзская республика. Происходил из знатной семьи графов Лаваньи. Сын Этторе Фиески, сеньора Савиньоне и Бартоломеи Фиески из Каннето. Дядя кардинала Никколо Фиески (1503 год). Семья дала церкви двух римских пап: Иннокентия IV и Адриана V и кардиналов: Гульельмо Фиески (1244 год), Лука Фиески (1300 год), Джованни Фиески (1378 год), Людовико Фиески (1384 год), Лоренцо Фиески (1706 год) и Адриано Фиески (1834 год).
Джорджо Фиески изучал каноническое и гражданское право в Болонском студиуме, в 1428 году он получил лиценциат «in decretis cuni rigore examinis».
Каноник соборного капитула Генуи. Где, когда и кем был рукоположен в священники информация была не найдена.

## Епископ
27 мая 1433 года Джорджо Фиески избран епископом Марианы на Корсике, конфирмирован 10 мая 1434 года. Ординация в епископа состоялась 27 февраля 1435 года, в Quinquagesima, в капелле Святого Николая церкви Санта-Мария-Ла-Нуово, во Флоренции. Основным консекратором был Кристофоро де Сан-Марчелло, епископ Червии, которому помогали соконсекраторы: Габриэле Якоби, епископ Модона и Габриэле Бенведуто, епископ Фоссомброне. 
3 октября 1436 года продвинут к митрополии Генуи, занимал архиепархию до своего возведения в кардиналы.

## Кардинал
Возведён в кардинала-священника на консистории от 18 декабря 1439 года, получил титул церкви Сант-Анастазия 8 января 1440 года.
Прибыл во Флоренцию 12 апреля 1440 года для участия в работе Собора. Папа закончил церемонии его кардинальской инвеституры 20 апреля 1440 года. Он был замечен во Флоренции 24 октября 1442 года. Аббат-коммендатарий монастыря Тильето с 1442 года по 1447 год. 6 февраля 1443 года он получил in commendam епархию Сагоны на Корсике; сохранял её до 21 мая 1445 года. 
Кардинал Джорджо Фиески отправился в Сиену 8 августа 1443 года. 10 апреля 1446 года занесён в список братства Святого Духа. Администратор епархии Луни в 1446 году. Аббат-коммендатарий бенедиктинского монастыря Лонато, епархия Вероны с 3 июня 1446 года. Кардинал Джорджо Фиески покинул Рим и отправился в Геную 9 сентября 1446 года. 13 февраля 1447 года получил in commendam епархию Ноли, сохранял её до 7 августа 1448 года. Вернулся в Рим 21 февраля 1447 года. 
Участвовал в Конклаве 1447 года, который избрал Папу Николая V. Камерленго Священной Коллегии кардиналов с 1447 года по 1448 год. Получил in commendam епархию Альбенги 31 июля 1448 года, сохранял её до 21 декабря 1459 года. Кардинал Джорджо Фиески был избран для сана кардиналов-епископов и субурбикарной епархии Палестрины на консистории от 5 марта 1449 года. 
Кардинал Джорджо Фиески отправился в Геную 22 апреля 1449 года. Остался в Риме на шесть месяцев. Легат Папы Николая V в Лигурии. Участвовал в тайной консистории 27 октября 1451 года.
Участвовал в Конклаве 1455 года, который избрал Папу Каликста III. 28 апреля 1455 года кардинал Джорджо Фиески был избран для субурбикарной епархии Остии и Веллетри, собственно, стал деканом Священной Коллегии кардиналов. 
Участвовал в Конклаве 1458 года, который избрал Папу Пия II. Вернулся в Геную 1 ноября 1459 года.
Кардинал Джорджо Фиески скончался 11 октября 1461 года, в Риме. Его тело было перенесено в Геную и захоронено в великолепном мавзолее в капелле Сан-Джорджо, которую он построил, в кафедральном соборе этого города.